# Verein für Leibesübungen Wolfsburg 1998-1999
Questa voce raccoglie le informazioni riguardanti il Verein für Leibesübungen Wolfsburg nelle competizioni ufficiali della stagione 1998-1999.

## Stagione
Nella stagione 1998-1999 il Wolfsburg, allenato da Wolfgang Wolf, concluse il campionato di Bundesliga al 6º posto. In Coppa di Germania il Wolfsburg fu eliminato in semifinale dal Werder Brema.

## Rosa
| N. |                      | Ruolo | Calciatore         |
| -- | -------------------- | ----- | ------------------ |
| 1  | Germania (bandiera)  | P     | Uwe Zimmermann     |
| 2  | Germania (bandiera)  | C     | Frank Greiner      |
| 3  | Germania (bandiera)  | C     | Matthias Stammann  |
| 4  | Germania (bandiera)  | C     | Nico Däbritz       |
| 5  | Scozia (bandiera)    | D     | Brian O'Neil       |
| 6  | Danimarca (bandiera) | D     | Claus Thomsen      |
| 7  | Germania (bandiera)  | A     | Roy Präger         |
| 8  | Germania (bandiera)  | D     | Holger Ballwanz    |
| 9  | Polonia (bandiera)   | A     | Andrzej Juskowiak  |
| 10 | Polonia (bandiera)   | C     | Krzysztof Nowak    |
| 11 | Germania (bandiera)  | A     | Steffen Baumgart   |
| 12 | Polonia (bandiera)   | D     | Waldemar Kryger    |
| 15 | Germania (bandiera)  | D     | Peter Kleeschätzky |

| N. |                                 | Ruolo | Calciatore          |
| -- | ------------------------------- | ----- | ------------------- |
| 17 | Germania (bandiera)             | A     | André Breitenreiter |
| 18 | Germania (bandiera)             | C     | Detlev Dammeier     |
| 19 | Germania (bandiera)             | D     | Marijan Kovačević   |
| 20 | Bosnia ed Erzegovina (bandiera) | C     | Sead Kapetanović    |
| 21 | Germania (bandiera)             | P     | Claus Reitmaier     |
| 22 | Germania (bandiera)             | P     | Holger Hiemann      |
| 23 | Germania (bandiera)             | D     | Jan Schanda         |
| 24 | Ghana (bandiera)                | C     | Charles Akonnor     |
| 26 | Germania (bandiera)             | A     | Vitus Nagorny       |
| 29 | Germania (bandiera)             | C     | Gerald Schröder     |
| 30 | Germania (bandiera)             | P     | Guido Koltermann    |
| 33 | Germania (bandiera)             | D     | Marcel Maltritz     |

## Organigramma societario
Area tecnica
- Allenatore: Wolfgang Wolf
- Allenatore in seconda:
- Preparatore dei portieri: Jörg Hoßbach
- Preparatori atletici: Manfred Kroß

## Calciomercato

### Sessione estiva
| Acquisti | Acquisti          | Acquisti            | Acquisti |
| R.       | Nome              | da                  | Modalità |
| -------- | ----------------- | ------------------- | -------- |
| D        | Claus Thomsen     | AB                  |          |
| C        | Christian Brand   | Werder Brema        |          |
| C        | Charles Akonnor   | Fortuna Colonia     |          |
| A        | Steffen Baumgart  | Hansa Rostock       |          |
| C        | Nico Däbritz      | Lokomotive Lipsia   |          |
| A        | Andrzej Juskowiak | Borussia M'gladbach |          |
| P        | Guido Koltermann  | Bocholt             |          |
| A        | Vitus Nagorny     | SpVgg Landshut      |          |
| C        | Krzysztof Nowak   | Athl. Paranaense    |          |
| D        | Brian O'Neil      | Aberdeen            |          |
| P        | Claus Reitmaier   | Karlsruhe           |          |

| Cessioni | Cessioni               | Cessioni               | Cessioni |
| R.       | Nome                   | a                      | Modalità |
| -------- | ---------------------- | ---------------------- | -------- |
| C        | Chad Deering           | FC Dallas              |          |
| C        | Maximilian Heidenreich | Wattenscheid 09        |          |
| D        | Jens Keller            | Stoccarda              |          |
| C        | Markus Kullig          | Lubecca                |          |
| A        | Stefan Meißner         | Karlsruhe              |          |
| D        | Pavel Novotný          | Sparta Praga           |          |
| C        | Michael Spies          | Unterhaching           |          |
| A        | Dragan Stevanović      | St. Pauli              |          |
| D        | Zoran Tomčić           | Uerdingen 05           |          |
| A        | Piotr Tyszkiewicz      | Eintracht Braunschweig |          |
| C        | Andreas Winkler        | Eintracht Braunschweig |          |

### Sessione invernale
| Acquisti | Acquisti        | Acquisti   | Acquisti |
| R.       | Nome            | da         | Modalità |
| -------- | --------------- | ---------- | -------- |
| D        | Marcel Maltritz | Magdeburgo |          |

| Cessioni | Cessioni        | Cessioni     | Cessioni |
| R.       | Nome            | a            | Modalità |
| -------- | --------------- | ------------ | -------- |
| C        | Claudio Reyna   | Rangers      |          |
| C        | Christian Brand | Werder Brema |          |

## Risultati

### Bundesliga

#### Girone di andata
| Arbitro: | Dardenne |

|  |           |           |
|  | Marcatori | 65’ Élber |

| Arbitro: | Buchhart |

|                                     |           |                                                      |
| Pamić 24’, 58’ Kovačević 40’ (aut.) | Marcatori | 30’ (rig.) Kovačević 31’ Juskowiak 88’ Breitenreiter |

| Arbitro: | Weber |

|            |           |              |
| O'Neil 77’ | Marcatori | 24’ Hoffmann |

| Arbitro: | Wagner |

|                 |           |              |
| Butt 39’ (rig.) | Marcatori | 90’ Baumgart |

| Arbitro: | Wack |

|                          |           |                                       |
| Baumgart 48’ Akonnor 63’ | Marcatori | 23’ Frey 26’, 90’ Bode 30’ Bogdanović |

| Arbitro: | Albrecht |

|                              |           |                 |
| Ricken 27’ Häßler 66’ (rig.) | Marcatori | 33’ Kapetanović |

| Wolfsburg 2 ottobre 1998, ore 20:00 CEST 7ª giornata | Wolfsburg | 0 – 0 referto | Schalke 04 | VfL-Stadion am Elsterweg (15 638 spett.)\| Arbitro: \| Stark \| |
| Arbitro:                                             | Stark     |               |            |                                                                 |

| Arbitro: | Fleischer |

|           |           |              |
| Reich 72’ | Marcatori | 50’ Dammeier |

| Arbitro: | Merk |

|                            |           |  |
| Ballwanz 11’ Juskowiak 90’ | Marcatori |  |

| Arbitro: | Krug |

|                        |           |                                               |
| Schroth 84’ Hobsch 90’ | Marcatori | 6’ Dammeier 47’ Baumgart 87’ (rig.) Kovačević |

| Arbitro: | Dardenne |

|                                                               |           |            |
| Akonnor 6’, 72’ Juskowiak 14’, 45’ Präger 41’, 69’ O'Neil 52’ | Marcatori | 3’ Polster |

| Arbitro: | Fröhlich |

|               |           |                          |
| Akpoborie 22’ | Marcatori | 35’ Präger 89’ Juskowiak |

| Arbitro: | Berg |

|                         |           |              |
| Juskowiak 24’ Nowak 41’ | Marcatori | 5’ Tretschok |

| Arbitro: | Koop |

|           |           |               |
| Skoog 64’ | Marcatori | 86’ Juskowiak |

| Arbitro: | Sippel |

|                                          |           |         |
| Juskowiak 1’, 20’ Präger 76’ Greiner 78’ | Marcatori | 36’ Ion |

| Arbitro: | Stark |

|                              |           |  |
| Kirsten 21’, 26’ Roberto 57’ | Marcatori |  |

| Arbitro: | Krug |

|                                             |           |                            |
| Dammeier 40’ Akonnor 48’ Juskowiak 69’, 90’ | Marcatori | 57’ (aut.) Nowak 75’ Spies |

#### Girone di ritorno
| Arbitro: | Fröhlich |

|                                               |           |  |
| Jancker 40’ Élber 86’ Salihamidžić 90’ (rig.) | Marcatori |  |

| Arbitro: | Aust |

|           |           |            |
| Nowak 81’ | Marcatori | 36’ Rehmer |

| Friburgo in Brisgovia 27 febbraio 1999, ore 15:30 CET 20ª giornata | Friburgo | 0 – 0 referto | Wolfsburg | Dreisamstadion (22 000 spett.)\| Arbitro: \| Buchhart \| |
| Arbitro:                                                           | Buchhart |               |           |                                                          |

| Arbitro: | Jansen |

|                                        |           |                    |
| Thomsen 17’ Reyna 53’, 75’ Akonnor 89’ | Marcatori | 9’ (aut.) Ballwanz |

| Arbitro: | Wack |

|  |           |           |
|  | Marcatori | 83’ Nowak |

| Wolfsburg 19 marzo 1999, ore 20:00 CET 23ª giornata | Wolfsburg | 0 – 0 referto | Borussia Dortmund | VfL-Stadion am Elsterweg (21 600 spett.)\| Arbitro: \| Weber \| |
| Arbitro:                                            | Weber     |               |                   |                                                                 |

| Arbitro: | Fleischer |

|                         |           |  |
| Büskens 60’ de Kock 82’ | Marcatori |  |

| Arbitro: | Zerr |

|                 |           |                    |
| Präger 42’, 70’ | Marcatori | 75’ (rig.) Ballack |

| Arbitro: | Stark |

|  |           |                 |
|  | Marcatori | 5’ (aut.) Schur |

| Arbitro: | Koop |

|           |           |  |
| Nowak 76’ | Marcatori |  |

| Arbitro: | Keßler |

|                                                        |           |                        |
| Sopić 18’ Pettersson 28’, 80’ Polster 58’ Pflipsen 85’ | Marcatori | 61’ Präger 67’ Akonnor |

| Arbitro: | Fandel |

|                                      |           |                  |
| Schröder 62’ Baumgart 63’ Präger 86’ | Marcatori | 5’ Kies 15’ Rost |

| Arbitro: | Aust |

|                 |           |  |
| Preetz 32’, 74’ | Marcatori |  |

| Arbitro: | Krug |

|            |           |             |
| Präger 90’ | Marcatori | 29’ Baumann |

| Arbitro: | Steinborn |

|  |           |                          |
|  | Marcatori | 27’ Thomsen 74’ Baumgart |

| Arbitro: | Buchhart |

|               |           |  |
| Juskowiak 78’ | Marcatori |  |

| Arbitro: | Berg |

|                                                      |           |               |
| Spies 34’, 83’ Beierle 37’, 56’, 68’ Komljenović 70’ | Marcatori | 25’ Juskowiak |

### Coppa di Germania
| Arbitro: | Albrecht |

|                            |           |                                                         |
| Krieg 27’ (rig.), 32’, 53’ | Marcatori | 41’ Baumgart 61’ Juskowiak 69’ Kleeschätzky 88’ Akonnor |

| Arbitro: | Fandel |

|                                  |           |  |
| Juskowiak 101’ Präger 110’, 115’ | Marcatori |  |

| Arbitro: | Koop |

|                                      |           |           |
| Präger 8’ Boy 49’ (aut.) Akonnor 85’ | Marcatori | 28’ Reina |

| Arbitro: | Weber |

|           |           |                             |
| Cirba 22’ | Marcatori | 6’, 45’ Juskowiak 63’ Reyna |

| Arbitro: | Merk |

|  |           |          |
|  | Marcatori | 52’ Bode |

## Statistiche

### Statistiche di squadra
| Competizione      | Punti | In casa | In casa | In casa | In casa | In casa | In casa | In trasferta | In trasferta | In trasferta | In trasferta | In trasferta | In trasferta | Totale | Totale | Totale | Totale | Totale | Totale | DR  |
| Competizione      | Punti | G       | V       | N       | P       | Gf      | Gs      | G            | V            | N            | P            | Gf           | Gs           | G      | V      | N      | P      | Gf     | Gs     | DR  |
| ----------------- | ----- | ------- | ------- | ------- | ------- | ------- | ------- | ------------ | ------------ | ------------ | ------------ | ------------ | ------------ | ------ | ------ | ------ | ------ | ------ | ------ | --- |
| Bundesliga        | 55    | 17      | 10      | 5       | 2       | 35      | 17      | 17           | 5            | 5            | 7            | 19           | 32           | 34     | 15     | 10     | 9      | 54     | 49     | +5  |
| Coppa di Germania | -     | 3       | 2       | 0       | 1       | 6       | 2       | 2            | 2            | 0            | 0            | 7            | 4            | 5      | 4      | 0      | 1      | 13     | 6      | +7  |
| Totale            | 55    | 20      | 12      | 5       | 3       | 41      | 19      | 19           | 7            | 5            | 7            | 26           | 36           | 39     | 19     | 10     | 10     | 67     | 55     | +12 |

### Andamento in campionato
| Giornata  | 1  | 2  | 3  | 4  | 5  | 6  | 7  | 8  | 9  | 10 | 11 | 12 | 13 | 14 | 15 | 16 | 17 | 18 | 19 | 20 | 21 | 22 | 23 | 24 | 25 | 26 | 27 | 28 | 29 | 30 | 31 | 32 | 33 | 34 |
| --------- | -- | -- | -- | -- | -- | -- | -- | -- | -- | -- | -- | -- | -- | -- | -- | -- | -- | -- | -- | -- | -- | -- | -- | -- | -- | -- | -- | -- | -- | -- | -- | -- | -- | -- |
| Luogo     | C  | T  | C  | T  | C  | T  | C  | T  | C  | T  | C  | T  | C  | T  | C  | T  | C  | T  | C  | T  | C  | T  | C  | T  | C  | T  | C  | T  | C  | T  | C  | T  | C  | T  |
| Risultato | P  | N  | N  | N  | P  | P  | N  | N  | V  | V  | V  | V  | V  | N  | V  | P  | V  | P  | N  | N  | V  | V  | N  | P  | V  | V  | V  | P  | V  | P  | N  | V  | V  | P  |
| Posizione | 15 | 14 | 15 | 16 | 17 | 18 | 18 | 16 | 14 | 11 | 11 | 6  | 6  | 6  | 6  | 7  | 6  | 7  | 7  | 7  | 7  | 6  | 7  | 7  | 6  | 6  | 5  | 6  | 4  | 6  | 6  | 5  | 5  | 6  |

Legenda:

Luogo: C = Casa; T = Trasferta. Risultato: V = Vittoria; N = Pareggio; P = Sconfitta.

### Statistiche dei giocatori
| Giocatore        | Bundesliga | Bundesliga | Bundesliga  | Bundesliga | Coppa di Germania | Coppa di Germania | Coppa di Germania | Coppa di Germania | Totale   | Totale | Totale      | Totale     |
| Giocatore        | Presenze   | Reti       | Ammonizioni | Espulsioni | Presenze          | Reti              | Ammonizioni       | Espulsioni        | Presenze | Reti   | Ammonizioni | Espulsioni |
| ---------------- | ---------- | ---------- | ----------- | ---------- | ----------------- | ----------------- | ----------------- | ----------------- | -------- | ------ | ----------- | ---------- |
| C. Akonnor       | 32         | 6          | 3           | 0          | 4                 | 2                 | 0                 | 0                 | 36       | 8      | 3           | 0          |
| H. Ballwanz      | 23         | 1          | 4           | 1          | 2                 | 0                 | 2                 | 0                 | 25       | 1      | 6           | 1          |
| S. Baumgart      | 31         | 5          | 2           | 0          | 5                 | 1                 | 0                 | 0                 | 36       | 6      | 2           | 0          |
| A. Breitenreiter | 13         | 1          | 1           | 0          | 0                 | 0                 | 0                 | 0                 | 13       | 1      | 1           | 0          |
| D. Dammeier      | 31         | 3          | 5           | 0          | 4                 | 0                 | 2                 | 0                 | 35       | 3      | 7           | 0          |
| N. Däbritz       | 8          | 0          | 0           | 0          | 2                 | 0                 | 0                 | 0                 | 10       | 0      | 0           | 0          |
| F. Greiner       | 31         | 1          | 10          | 0          | 4                 | 0                 | 2                 | 0                 | 35       | 1      | 12          | 0          |
| H. Hiemann       | 0          | 0          | 0           | 0          | 0                 | 0                 | 0                 | 0                 | 0        | 0      | 0           | 0          |
| A. Juskowiak     | 31         | 13         | 1           | 0          | 5                 | 4                 | 0                 | 0                 | 36       | 17     | 1           | 0          |
| S. Kapetanović   | 28         | 1          | 10          | 0          | 5                 | 0                 | 1                 | 0                 | 33       | 1      | 11          | 0          |
| P. Kleeschätzky  | 6          | 0          | 1           | 0          | 1                 | 1                 | 0                 | 0                 | 7        | 1      | 1           | 0          |
| G. Koltermann    | 0          | 0          | 0           | 0          | 0                 | 0                 | 0                 | 0                 | 0        | 0      | 0           | 0          |
| M. Kovačević     | 13         | 2          | 1           | 0          | 0                 | 0                 | 0                 | 0                 | 13       | 2      | 1           | 0          |
| W. Kryger        | 27         | 0          | 2           | 1          | 5                 | 0                 | 1                 | 0                 | 32       | 0      | 3           | 1          |
| M. Maltritz      | 15         | 0          | 3           | 0          | 0                 | 0                 | 0                 | 0                 | 15       | 0      | 3           | 0          |
| V. Nagorny       | 4          | 0          | 1           | 0          | 2                 | 0                 | 0                 | 0                 | 6        | 0      | 1           | 0          |
| K. Nowak         | 30         | 4          | 3           | 0          | 5                 | 0                 | 0                 | 0                 | 35       | 4      | 3           | 0          |
| B. O'Neil        | 26         | 2          | 7           | 0          | 4                 | 0                 | 0                 | 0                 | 30       | 2      | 7           | 0          |
| R. Präger        | 29         | 9          | 6           | 1          | 4                 | 3                 | 1                 | 0                 | 33       | 12     | 7           | 1          |
| C. Reitmaier     | 34         | 0          | 0           | 0          | 5                 | 0                 | 0                 | 0                 | 39       | 0      | 0           | 0          |
| C. Reyna         | 20         | 2          | 2           | 0          | 5                 | 1                 | 1                 | 0                 | 25       | 3      | 3           | 0          |
| J. Schanda       | 2          | 0          | 0           | 0          | 0                 | 0                 | 0                 | 0                 | 2        | 0      | 0           | 0          |
| G. Schröder      | 3          | 1          | 0           | 0          | 0                 | 0                 | 0                 | 0                 | 3        | 1      | 0           | 0          |
| M. Stammann      | 9          | 0          | 1           | 0          | 3                 | 0                 | 2                 | 0                 | 12       | 0      | 3           | 0          |
| C. Thomsen       | 26         | 2          | 3           | 0          | 4                 | 0                 | 1                 | 0                 | 30       | 2      | 4           | 0          |
| U. Zimmermann    | 0          | 0          | 0           | 0          | 0                 | 0                 | 0                 | 0                 | 0        | 0      | 0           | 0          |